# Brian Azzarello
Brian Azzarello (Cleveland, Ohio, 1962. augusztus 11. –) amerikai képregényíró, az Eisner-díjas 100 Bullets sorozat szerzője.

## Pályafutása
Brian Azzarello Clevelandben született. 1997-ben tűnt fel először a neve néhány rövidebb sztori írójaként a DC Comics Vertigo márkaneve alatt. Egy évvel később lehetőséget kapott egy saját minisorozat írására. Ez a Jonny Double volt, amelynek a rajzolójával, az argentin Eduardo Rissóval kezdett bele a 100 Bullets-be. A gyorsan népszerűvé váló sorozattal 2001-ben el is nyerték az Eisner-díjat.
Időközben több mint két éven át Azzarello írhatta John Constantine kalandjait a Hellblazerben, majd a Batmanben a "Broken city" ciklust, ismét Rissóval. 2004-ben Jim Lee-vel társulva jegyezte a Supermanben a "For tomorrow" című történetet.
2005-ben indult el a Vertigónál egy újabb saját ötlete alapján a Loveless című western, ezúttal Marcelo Frusinnal. Írt már minisorozatot Luke Cage-ről és Hulkról a Marvelnek és Lex Luthorról a DC-nek.
Azzarello felesége Jill Thompson képregényrajzoló.

## Válogatott munkái
- Jonny Double (rajzolta Eduardo Risso, 4 részes minisorozat, DC Comics/Vertigo 1998)
- 100 Bullets (rajzolta Eduardo Risso, DC Comics/Vertigo 1999 óta)
- Hellblazer 146-174 (különböző rajzolókkal, DC Comics/Vertigo 2000-2002)
- Hulk: Banner (rajzolta Richard Corben, 4 részes minisorozat, Marvel Comics 2001)
- El Diablo (rajzolta Danijel Zezelj, 4 részes minisorozat, DC Comics/Vertigo 2001)
- Batman 620-625 (rajzolta Eduardo Risso, DC Comics 2003-2004)
  - Batman: A sebek nyoma (rajzolta Eduardo Risso, Papírmozi 2, 2007)
- Superman 204-215 (rajzolta Jim Lee, DC Comics 2004-2005)
- Loveless (rajzolta Marcelo Frusin, DC Comics/Vertigo 2005 óta)